# Honda Canadá
Honda Canadá es la división canadiense de Honda Motor Company fundada en 1969. 

## Oficina central corporativa
Honda Canadá Inc. compró varias parcelas en Richmond Hill, Ontario, con la intención de construir una nueva sede corporativa allí. Cuando los desacuerdos de infraestructura con el gobierno municipal no se pudieron resolver, los planes para mudarse a Richmond Hill fueron desechados y posteriormente se solidificaron en Markham. La nueva instalación es un edificio de exposición LEED.
Honda Canadá Finance Inc. (HCFI), u Honda Servicios Financieros, se creó en 1987 para proporcionar financiamiento y opciones de arrendamiento para los consumidores canadienses. Honda Canadá Inc. distribuye vehículos a una red de 210 concesionarios Honda y 50 concesionarios Acura autorizados en Canadá.
También hay más de 600 vendedores y compradores de Honda de motocicletas eléctricas y productos de equipamiento. Estos distribuidores venden motocicletas, scooter, ciclomotores, quitanieves, cortadoras de césped y otros equipos en Canadá.

## Fabricación
Honda Canadá Inc. tiene dos plantas de montaje que se encuentran en el 6900 de Industrial Parkway en Alliston, Ontario, al norte de Toronto. Una planta de motores se abrió en 2008 para suministrar motores para el Civic. Honda es el fabricante de automóviles más popular en el sur de Ontario, y el segundo más importante en Canadá por detrás de General Motors.

## Ventas
Las motocicletas fueron los primeros productos de Honda que vendieron y hasta 1973 no comenzaron con la venta de coches en Canadá.
La primera zona de la oficina fue establecida en Montreal, Quebec, en 1972, y una oficina regional en Dartmouth, Nueva Escocia. El siguiente en Richmond, Columbia Británica en 1984. El primer concesionario de coches fue inaugurado por el empresario alemán Siegfried (Sigi) Bauer en el centro de Montreal, seguido de una segunda agencia en Laval. Un centro de formación técnica fue inaugurado en Boucherville, Quebec, en 1991 y con 15.000 metros cuadrados de espacio para la tercera nueva oficina de la zona de Quebec.

### Vehículos
En producción actual
- Honda Civic
- Honda CR-V

Producidos previamente
- Honda Pilot (Producción trasladada a Honda Manufacturing of Alabama)
- Honda Odyssey (Producción trasladada a Honda Manufacturing of Alabama)
- Honda Ridgeline (Producción trasladada a Honda Manufacturing of Alabama)
- Acura EL 1996-2005
- Acura CSX
- Acura MDX (Producción trasladada a Manufacturing of Alabama en abril de 2013)
- Acura ZDX